# Listă de filme Bollywood din 1995
Aceasta este o listă de filme în limba hindi (Bollywood, industrie cu sediul în Mumbai) din 1995:

## 1995
| Titlu                          | Regizor             | Distribuție                                                                             | Gen                              |
| ------------------------------ | ------------------- | --------------------------------------------------------------------------------------- | -------------------------------- |
| 7 Days                         |                     |                                                                                         |                                  |
| Aashique Mastane               | Ajay Kashyap        | Maya Alagh, Vikas Anand, Mohnish Bahl                                                   | Comedy                           |
| Aatank Hi Aatank               | Dilip Shankar       | Aamir Khan, Juhi Chawla                                                                 | Crime, Romance                   |
| Aazmayish                      | Sachin Pilgaonkar   | Rohit Kumar, Dharmendra, Anjali Jathar                                                  |                                  |
| Ab Insaf Hoga                  | Harish Shah         | Vikas Anand, Sahila Chaddha, Mithun Chakraborty                                         |                                  |
| Ahankaar                       | Ashim S. Samanta    | Mithun Chakraborty, Mamta Kulkarni, Mohnish Bahl, Prem Chopra                           |                                  |
| Akele Hum Akele Tum            | Mansoor Khan        | Aamir Khan, Manisha Koirala                                                             | Romance                          |
| Andolan                        |                     | Govinda, Mamta Kulkarni, Sanjay Dutt                                                    | Comedy                           |
| Anokha Andaaz                  | Lawrence D'Souza    | Asrani, Bindu, Annu Kapoor                                                              | Romance                          |
| Anokhi Chaal                   | A. Salaam           | Amjad Khan, Suresh Oberoi, Divya Rana                                                   |                                  |
| Baazi                          | Ashutosh Gowarikar  | Aamir Khan, Mamta Kulkarni                                                              | Action                           |
| Barsaat                        | Rajkumar Santoshi   | Bobby Deol, Twinkle Khanna                                                              | Romance                          |
| Bewafa Sanam                   | Gulshan Kumar       | Krishna Kumar, Shilpa Shirodkar, Sagar                                                  | Drama                            |
| Bombay                         | Mani Ratnam         | Arvind Swamy, Manisha Koirala                                                           | Romance, Drama                   |
| Coolie No. 1                   | David Dhawan        | Govinda, Karishma Kapoor, Kader Khan, Shakti Kapoor                                     | Comedy                           |
| Criminal                       | Mahesh Bhatt        | Akkineni Nagarjuna, Manisha Koirala, Ramya Krishna, Nassar, Gulshan Grover, Sharat Babu |                                  |
| Dance Party                    |                     | Raman Trikha, Raymond Singh, Aakruti                                                    | Family, Musical, Romance         |
| Dil Ka Doctor                  | Avtar Bhogal Singh  | Mahmud Babai, Nimai Bali, Shabnam Chowdhary                                             | Comedy                           |
| Dilwale Dulhania Le Jayenge    | Aditya Chopra       | Shahrukh Khan, Kajol, Amrish Puri, Farida Jalal                                         | Romance                          |
| Diya Aur Toofan                | K. Bapaiah          | Mithun Chakraborty, Madhoo, Suresh Oberoi, Mohnish Bahl, Kader Khan                     | Science fiction, Crime, Thriller |
| Dushmani: A Violent Love Story | Bunty Soorma        | Sunny Deol, Jackie Shroff, Manisha Koirala                                              | Action, Romance                  |
| Faisla Main Karungi            | Anil Sharma         | Sadashiv Amrapurkar, Sudhir Dalvi, Danny Denzongpa                                      | Action                           |
| Fauji                          | Lawrence D'Souza    | Master Altaf, Raj Babbar, Suresh Chatwal                                                | Action, Crime, Drama             |
| Gaddaar                        | Deepak Sareen       | Sunil Shetty, Harish Kumar, Sonali Bendre                                               | Action, Drama, Romance, Thriller |
| God and Gun                    | Esmayeel Shroff     | Raaj Kumar, Jackie Shroff, Gautami                                                      |                                  |
| Guddu                          | Prem Lalwani        | Shahrukh Khan, Manisha Koirala, Deepti Naval, Mukesh Khanna, Mehmood Ali                | Drama                            |
| Gundaraj                       | Guddu Dhanoa        | Ajay Devgan, Kajol,                                                                     | Drama                            |
| Guneghar                       | Vikram Bhatt        | Atul Agnihotri, Ishrat Ali, Pooja Bhatt                                                 |                                  |
| Haqeeqat                       | Kuku Kohli          | Ajay Devgan, Tabu, Aruna Irani,                                                         | Drama                            |
| Hathkadi                       |                     | Shilpa Shetty, Govinda                                                                  | Action                           |
| Hulchul                        | Anees Bazmee        | Vinod Khanna, Ajay Devgan, Kajol, Amrish Puri                                           | Drama                            |
| Hum Dono                       | Shafi Inamdar       | Rishi Kapoor, Nana Patekar, Pooja Bhatt                                                 | Drama, Musical, Romance          |
| Hum Sab Chor Hain              | Ambrish Sangal      | Vikas Anand, Aparajita, Birbal                                                          | Musical                          |
| Inteqam Ke Sholay              | Jagdish Gautam      | Rita Bhaduri, Gurbachan, Jagdeep                                                        |                                  |
| Jai Vikraanta                  |                     | Sanjay Dutt                                                                             |                                  |
| Jallaad                        |                     | Vikas Anand, Sulabha Arya, Mithun Chakraborty                                           | Drama, Action, Family, Comedy    |
| Janam Kundli                   | Tariq Shah          | Jeetendra, Vinod Khanna, Reena Roy                                                      |                                  |
| Jawab                          | Ajay Kashyap        | Raaj Kumar, Harish, Karishma Kapoor, Prem Chopra, Mukesh Khanna                         |                                  |
| Kalyug Ke Avtaar               | Sham Ralhan         | Jeetendra, Reena Roy, Madhoo                                                            | Action, Romance                  |
| Karan Arjun                    | Rakesh Roshan       | Salman Khan, Shah Rukh Khan, Kajol, Mamta Kulkarni, Raakhee, Amrish Puri                | Action                           |
| Kartavya                       | Raj Kanwar          | Sanjay Kapoor, Juhi Chawla                                                              | Action                           |
| Kis Kaam Ke Yeh Rishte         | B.R. Ishara         | Rajesh Khanna, Swapna, Shafi Inamdar                                                    | Family                           |
| Kismat                         |                     | Govinda, Raakhee                                                                        |                                  |
| Live Today                     | Pradeep Maini       | Rakesh Bedi, Pankaj Berry, Brij Gopal                                                   | Drama                            |
| Maa Ki Mamta                   | Manju Bansal Asrani | Rajni Bala, Rita Bhaduri, Brahmachari                                                   | Drama                            |
| Maidan-E-Jung                  |                     | Akshay Kumar, Karisma Kapoor                                                            |                                  |
| Mera Damad                     |                     | Master Bhagwan, Utpal Dutt, Jankidas                                                    | Comedy, Drama                    |
| Milan                          | Mahesh Bhatt        | Jackie Shroff, Manisha Koirala, Paresh Rawal                                            | Action, Crime, Romance           |
| Naajayaz                       | Mahesh Bhatt        | Naseeruddin Shah, Ajay Devgan, Juhi Chawla                                              | Thriller                         |
| Naseem                         | Saeed Akhtar Mirza  | Kaifi Azmi, Mayuri Kango, Kay Kay Menon                                                 | Drama                            |
| Nishana                        | Raj N. Sippy        | Mithun Chakraborty, Rekha, Paresh Rawal                                                 | Drama, Family                    |
| Oh Darling! Yeh Hai India      | Ketan Mehta         | Shahrukh Khan, Deepa Sahi, Jaaved Jaffrey                                               |                                  |
| Paandav                        |                     | Akshay Kumar, Nandini, Prithvi                                                          |                                  |
| Paappi Devataa                 | Harmesh Malhotra    | Dharmendra, Jeetendra, Jayapradha                                                       |                                  |
| Param Vir Chakra               | Major Ashok Kaul    | Saeed Jaffrey, Kulbhushan Kharbanda, Hema Malini                                        | War                              |
| Police Lock-up                 | Kishan Shah         | Sadashiv Amrapurkar, Firoz Irani, Bharat Kapoor                                         | Action, Crime, Drama             |
| Policewala Gunda               | Pappu Verma         | Dharmendra, Reena Roy, Mamta Kulkarni                                                   |                                  |
| Prem                           | Satish Kaushik      | Sanjay Kapoor, Tabu, Deepak Tijori                                                      | Musical, Romance                 |
| Raasaiyya                      | Kannan              | Prabhu Deva, Roja Selvamani, M.N. Nambiar                                               | Drama                            |
| Raghuveer                      | K. Pappu            | Sunil Shetty, Shilpa Shirodkar                                                          |                                  |
| Raja                           | Indra Kumar         | Sanjay Kapoor, Madhuri Dixit, Paresh Rawal, Mukesh Khanna, Dalip Tahil                  | Drama                            |
| Ram Jaane                      | Rajiv Mehra         | Shahrukh Khan, Juhi Chawla, Vivek Mushran                                               | Drama                            |
| Ram Shastra                    | Sanjay Gupta        | Jackie Shroff, Manisha Koirala, Dipti Bhatnagar                                         | Action, Drama                    |
| Rangeela                       | Ram Gopal Varma     | Aamir Khan, Urmila Matondkar, Jackie Shroff                                             | Romance                          |
| Rani Hindustani                | Anil Pandit         | Ishrat Ali, Rana Jung Bahadur, Poonam Dasgupta                                          | Crime                            |
| Ravan Raaj: A True Story       | T. Rama Rao         | Ishrat Ali, Mithun Chakraborty, Jack Gaud                                               |                                  |
| Rock Dancer                    | V. Menon, Memon Roy | Govinda, Ashwani Chopra, Samantha Fox                                                   | Musical                          |
| Saajan Ki Baahon Mein          | Jai Prakash         | Rishi Kapoor, Raveena Tandon, Sumeet Saigal, Pran                                       | Drama, Family, Romance           |
| Sabse Bada Khiladi             | Umesh Mehra         | Akshay Kumar, Mamta Kulkarni, Mohnish Behl                                              | Action                           |
| Sanam Harjai                   | Saawan Kumar Tak    | Himanshu, Saadhika, Simran                                                              | Family                           |
| Sanjay                         | Shahrukh Sultan     | Ayub Khan, Sakshi Shivanand, Shakti Kapoor, Sadashiv Amrapurkar                         | Drama                            |
| Sarhad: The Border of Crime    | Mahendra Shah       | Raj Babbar, Farha Naaz, Deepak Tijori                                                   | Action, Crime, Drama             |
| Sauda                          | Ramesh Modi         | Sumeet Saigal, Neelam Kothari, Vikas Bhalla                                             | Romance                          |
| Shanivrat Mahima               | K. Kamleshwar Rao   | Bhanupriya, Arun Govil, Shabnam                                                         | Fantasy                          |
| Surakshaa                      | Raju Mavani         | Sunil Shetty, Aditya Pancholi, Saif Ali Khan, Divya Dutta, Monica Bedi                  | Action, Drama, Romance, Crime    |
| Taaqat                         |                     | Dharmendra, Kajol                                                                       | Crime, Romance                   |
| Takkar                         | Bharat Rangachary   | Naseeruddin Shah, Sunil Shetty, Sonali Bendre                                           | Drama, Action, Crime             |
| Taqdeerwala                    | K. Muralimohana Rao | Venkatesh, Raveena Tandon, Asrani                                                       |                                  |
| Target                         | Sandip Ray          | Mohan Agashe, Barun Chakraborty, Champa                                                 | Drama                            |
| Teenmoti                       | Ajit Dewani         | Shakti Kapoor, Rashid Khan, Shabbir Khan                                                | Action                           |
| The Don                        | Farogh Siddique     | Mithun Chakraborty, Sonali Bendre                                                       |                                  |
| The Gambler                    |                     | Govinda, Shilpa Shetty                                                                  | Action, Thriller, Crime          |
| Trimurti                       | Mukul S. Anand      | Shah Rukh Khan, Jackie Shroff, Anil Kapoor                                              | Drama                            |
| Vapsi Saajan Ki                |                     | Ashwini Bhave, Gulshan Grover, Shoaib Khan, Pran                                        |                                  |
| Veer                           | Kanti Shah          | Ishrat Ali, Dharmendra, Gautami                                                         | Action                           |
| Veergati                       | K.K. Singh          | Salman Khan, Divya Dutta                                                                | Action                           |
| Yaraana                        | David Dhawan        | Rishi Kapoor, Madhuri Dixit, Raj Babbar, Kader Khan, Shakti Kapoor                      | Romance                          |
| Zamana Deewana                 | Ramesh Sippy        | Jeetendra, Shatrughan Sinha, Shahrukh Khan, Raveena Tandon                              | Romance, Drama                   |

## Legături externe
- Bollywood films of 1995 at the Internet Movie Database